# HD199728
HD199728 — хімічно пекулярна зоря спектрального класу
B9 й має  видиму зоряну величину в смузі V приблизно  6,2.
Вона  розташована на відстані близько 430,3 світлових років від Сонця.

## Фізичні характеристики
Зоря HD199728 обертається 
досить швидко 
навколо своєї осі. Проєкція її екваторіальної швидкості на промінь зору становить  Vsin(i)= 70км/сек.
Телескоп Гіппаркос зареєстрував  фотометричну змінність  даної зорі з періодом    2,24 доби в межах від  Hmin= 6,26 до  Hmax= 6,21.

## Пекулярний хімічний склад
Зоряна атмосфера HD199728 має підвищений вміст 
Si
.